# Fotbal Club Rapid București 2025-2026
Questa voce raccoglie le informazioni riguardanti il Fotbal Club Rapid București nelle competizioni ufficiali della stagione 2025-2026.

## Stagione
Nella stagione 2025-2026 il Rapid Bucarest disputa il campionato di Liga I, dopo il quinto posto della stagione precedente.

## Divise e sponsor
Lo sponsor tecnico per la stagione 2025-2026 è Kappa, mentre il main sponsor è Superbet.
| Casa | Trasferta | Terza divisa |

## Organigramma societario
Area direttiva
- Azionisti: Victor Angelescu, Dan Viorel Șucu
- Presidente: Victor Angelescu
- Direttore esecutivo: Mircea Mereuță
- Direttore giuridico: Marian Mihail
- Consigliere giuridico: Diana Florescu

Area organizzativa
- Direttore sviluppo e HR: Gabriela Boacă
- Organizzazione e sicurezza: Adrian Olariu
- Gestione finanziaria: Crenguța Moise
- Gestione ticketing e licensing: Ancuța Cornilă, Roberta Pencea
- Head Scouting: Daniel Sandu
- Gestione sponsor: Cozmin Zanfir
- Direttore commerciale: Daniel Carciug
- Gestione merchandising: Valentin Niță
- eSports Manager: Andi Stoica

Area comunicazione
- Ufficio stampa: Cornelia Vlădan
- Social Media Specialist: Adelina Constantin
- Gestione branding e media: Andi Amironoaiei

Area sportiva
- Direttore sportivo: Mauro Pederzoli
- Direttore del settore giovanile: Vasile Maftei
- Team manager: Florentin Ion
- Delegato: Ionuț Voicu

Area tecnica'
- Allenatore: Constantin Gâlcă
- Allenatori in seconda: Ciprian Niță, Dumitru Uzunea
- Preparatore dei portieri: Dumitru Hotoboc
- Preparatori atletici: Ciprian Prună, Roberto Berruero
- Analista video: Marius Francisc

Area sanitaria
- Medico sociale: Andrei Curaliuc
- Fisioterapisti: Adrian Mitea, Dan Borcea, Florin Dragne

## Rosa
Rosa e numerazione aggiornate al 4 agosto 2025.
| N. |                           | Ruolo | Calciatore             |
| -- | ------------------------- | ----- | ---------------------- |
| 1  | Austria (bandiera)        | P     | Franz Stolz            |
| 3  | Romania (bandiera)        | D     | Robert Bădescu         |
| 5  | Romania (bandiera)        | D     | Alexandru Pașcanu      |
| 6  | Paesi Bassi (bandiera)    | D     | Lars Kramer            |
| 7  | Romania (bandiera)        | C     | Omar El Sawy           |
| 8  | Romania (bandiera)        | C     | Constantin Grameni     |
| 9  | Slovacchia (bandiera)     | A     | Timotej Jambor         |
| 10 | Romania (bandiera)        | C     | Claudiu Petrila        |
| 11 | Serbia (bandiera)         | C     | Borisav Burmaz         |
| 13 | Romania (bandiera)        | D     | Denis Ciobotariu       |
| 14 | Slovacchia (bandiera)     | C     | Jakub Hromada          |
| 15 | Romania (bandiera)        | C     | Cătălin Vulturar       |
| 16 | Romania (bandiera)        | P     | Marian Aioani          |
| 17 | Norvegia (bandiera)       | C     | Tobias Christensen     |
| 18 | Costa d'Avorio (bandiera) | C     | Kader Keïta            |
| 19 | Romania (bandiera)        | D     | Răzvan Onea (capitano) |

| N. |                                 | Ruolo | Calciatore        |
| -- | ------------------------------- | ----- | ----------------- |
| 21 | Romania (bandiera)              | D     | Cristian Ignat    |
| 23 | Romania (bandiera)              | D     | Cristian Manea    |
| 24 | Romania (bandiera)              | D     | Andrei Borza      |
| 27 | Kosovo (bandiera)               | C     | Drilon Hazrollaj  |
| 28 | Serbia (bandiera)               | C     | Luka Gojković     |
| 29 | Romania (bandiera)              | C     | Alex Dobre        |
| 31 | Romania (bandiera)              | P     | Adrian Briciu     |
| 36 | Slovacchia (bandiera)           | D     | Filip Blažek      |
| 47 | Germania (bandiera)             | D     | Christopher Braun |
| 55 | Romania (bandiera)              | C     | Rareș Pop         |
| 66 | Capo Verde (bandiera)           | C     | Diogo Mendes      |
| 90 | Francia (bandiera)              | A     | Antoine Baroan    |
| 95 | Bosnia ed Erzegovina (bandiera) | A     | Elvir Koljić      |
| 98 | Romania (bandiera)              | C     | Gabriel Gheorghe  |
| 99 | Romania (bandiera)              | C     | Claudiu Micovschi |
|    | Romania (bandiera)              | C     | Raul Stanciu      |

## Calciomercato

### Sessione estiva(dall'1/7 al 30/9)
| Acquisti         | Acquisti           | Acquisti           | Acquisti      |
| R.               | Nome               | da                 | Modalità      |
| ---------------- | ------------------ | ------------------ | ------------- |
| D                | Filip Blažek       | Unirea Slobozia    | fine prestito |
| D                | Lars Kramer        | Aalborg            | svincolato    |
| C                | Drilon Hazrollaj   | Malisheva          | definitivo    |
| C                | Kader Keïta        | CFR Cluj           | definitivo    |
| A                | Antoine Baroan     | Winterthur         | definitivo    |
| A                | Timotej Jambor     | MSK Žilina         | fine prestito |
| Altre operazioni |                    |                    |               |
| R.               | Nome               | da                 | Modalità      |
| P                | Codruț Sandu       | FC U Craiova       | fine prestito |
| P                | Bogdan Ungureanu   | Corvinul Hunedoara | fine prestito |
| D                | Paul Iacob         | Botoșani           | fine prestito |
| C                | Eduard Dănilă      | Câmpulung          | fine prestito |
| C                | Alexandru Gheorghe | Metaloglobus       | fine prestito |
| C                | Gabriel Gheorghe   | Argeș Pitești      | fine prestito |
| C                | Rareș Stanciu      | Progresul Spartac  | fine prestito |
| C                | Raul Stanciu       | Lecce              | definitivo    |
| A                | Alexandru Stan     | Oțelul Galați      | fine prestito |

| Cessioni         | Cessioni           | Cessioni           | Cessioni      |
| R.               | Nome               | a                  | Modalità      |
| ---------------- | ------------------ | ------------------ | ------------- |
| P                | Dinu Moldovan      |                    | svincolato    |
| C                | Peter Ademo        | Sheriff Tiraspol   | fine prestito |
| C                | Xian Emmers        | Phoenix Rising     | svincolato    |
| C                | Mattias Käit       | Thun               | svincolato    |
| A                | David Ankeye       | Genoa              | fine prestito |
| A                | Clinton N'Jie      |                    | svincolato    |
| Altre operazioni |                    |                    |               |
| R.               | Nome               | a                  | Modalità      |
| P                | Codruț Sandu       | Dinamo Bucarest    | definitivo    |
| P                | Bogdan Ungureanu   | Sepsi              | prestito      |
| D                | Paul Iacob         | Oțelul Galați      | svincolato    |
| C                | Eduard Dănilă      | Câmpulung          | definitivo    |
| C                | Alexandru Gheorghe | Metaloglobus       | definitivo    |
| C                | Rareș Stanciu      | Progresul Spartac  | definitivo    |
| A                | Alexandru Stan     | Chindia Târgoviște | prestito      |

## Risultati

### Liga I

#### Prima fase

##### Girone di andata
| Arbitro: | Horațiu Feșnic |

|  |           |               |
|  | Marcatori | 3’, 34’ Dobre |

| Arbitro: | István Kovács |

|            |           |                |
| Koljić 47’ | Marcatori | 25’ Postolachi |

| Arbitro: | Florin Andrei |

|  |           |                        |
|  | Marcatori | 7’ Hromada 44’ Petrila |

| Arbitro: | Ionuț Coza |

|                 |           |             |
| Baroan 60’, 69’ | Marcatori | 84’ Ongenda |

| Arbitro: | Viorel Flueran |

|             |           |           |
| Ciobanu 33’ | Marcatori | 60’ Dobre |

| Arbitro: | István Kovács |

|                   |           |                          |
| Koljić 83’, 90+2’ | Marcatori | 7’ Lixandru 61’ Bîrligea |

| 23 agosto 2025, ore 17:00 EEST 7ª giornata | Metaloglobus | – referto | Rapid Bucarest |  |

| Bucarest 30 agosto 2025, ore 17:00 EEST 8ª giornata | Rapid Bucarest | – referto | UTA Arad | Stadio Rapid-Giulești |

| Cluj-Napoca 13 settembre 2025, ore 17:00 EEST 9ª giornata | U Cluj | – referto | Rapid Bucarest | Cluj Arena |

| Bucarest 18 settembre 2025, ore 15:00 EEST 10ª giornata | Rapid Bucarest | – referto | Hermannstadt | Stadio Rapid-Giulești |

| Ploiești 27 settembre 2025, ore 17:00 EEST 11ª giornata | Petrolul Ploiești | – referto | Rapid Bucarest | Stadio Ilie Oană |

| Bucarest 4 ottobre 2025, ore 17:00 EEST 12ª giornata | Rapid Bucarest | – referto | Farul Costanza | Stadio Rapid-Giulești |

| Bucarest 18 ottobre 2025, ore 17:00 EEST 13ª giornata | Dinamo Bucarest | – referto | Rapid Bucarest |  |

| Bucarest 25 ottobre 2025, ore 17:00 EEST 14ª giornata | Rapid Bucarest | – referto | Unirea Slobozia | Stadio Rapid-Giulești |

| Craiova 1 novembre 2025, ore 17:00 EET 15ª giornata | U Craiova | – referto | Rapid Bucarest | Stadio Ion Oblemenco |

##### Girone di ritorno
| Bucarest 8 novembre 2025, ore 17:00 EET 16ª giornata | Rapid Bucarest | – referto | Argeș Pitești | Stadio Rapid-Giulești |

| Cluj-Napoca 22 novembre 2025, ore 17:00 EET 17ª giornata | CFR Cluj | – referto | Rapid Bucarest | Stadio Constantin Rădulescu |

| Bucarest 29 novembre 2025, ore 17:00 EET 18ª giornata | Rapid Bucarest | – referto | Csíkszereda | Stadio Rapid-Giulești |

| Botoșani 6 dicembre 2025, ore 17:00 EET 19ª giornata | Botoșani | – referto | Rapid Bucarest | Stadio Municipal Botoșani |

| Bucarest 13 dicembre 2025, ore 17:00 EET 20ª giornata | Rapid Bucarest | – referto | Oțelul Galați | Stadio Rapid-Giulești |

| Bucarest 20 dicembre 2025, ore 17:00 EET 21ª giornata | FCSB | – referto | Rapid Bucarest | Arena Națională |

| Bucarest 17 gennaio 2026, ore 17:00 EET 22ª giornata | Rapid Bucarest | – referto | Metaloglobus | Stadio Rapid-Giulești |

| Arad 24 gennaio 2026, ore 17:00 EET 23ª giornata | UTA Arad | – referto | Rapid Bucarest | Stadio Francisc von Neuman |

| Bucarest 31 gennaio 2026, ore 17:00 EET 24ª giornata | Rapid Bucarest | – referto | U Cluj | Stadio Rapid-Giulești |

| Sibiu 4 febbraio 2026, ore 17:00 EET 25ª giornata | Hermannstadt | – referto | Rapid Bucarest | Stadio Municipal Sibiu |

| Bucarest 7 febbraio 2026, ore 17:00 EET 26ª giornata | Rapid Bucarest | – referto | Petrolul Ploiești | Stadio Rapid-Giulești |

| Ovidiu 14 febbraio 2026, ore 17:00 EET 27ª giornata | Farul Costanza | – referto | Rapid Bucarest | Stadio Viitorul |

| Bucarest 21 febbraio 2026, ore 17:00 EET 28ª giornata | Rapid Bucarest | – referto | Dinamo Bucarest | Stadio Rapid-Giulești |

| 28 febbraio 2026, ore 17:00 EET 29ª giornata | Unirea Slobozia | – referto | Rapid Bucarest |  |

| Bucarest 7 marzo 2026, ore 17:00 EET 30ª giornata | Rapid Bucarest | – referto | U Craiova | Stadio Rapid-Giulești |

## Statistiche

### Statistiche di squadra
Statistiche aggiornate al 4 agosto 2025 (Liga I esclusa).
| Competizione  | Competizione  | Punti | In casa | In casa | In casa | In casa | In casa | In casa | In trasferta | In trasferta | In trasferta | In trasferta | In trasferta | In trasferta | Totale | Totale | Totale | Totale | Totale | Totale | DR |
| Competizione  | Competizione  | Punti | G       | V       | N       | P       | Gf      | Gs      | G            | V            | N            | P            | Gf           | Gs           | G      | V      | N      | P      | Gf     | Gs     | DR |
| ------------- | ------------- | ----- | ------- | ------- | ------- | ------- | ------- | ------- | ------------ | ------------ | ------------ | ------------ | ------------ | ------------ | ------ | ------ | ------ | ------ | ------ | ------ | -- |
| Liga I        | Prima fase    |       |         |         |         |         |         |         |              |              |              |              |              |              |        |        |        |        |        |        |    |
| Cupa României | Cupa României | -     |         |         |         |         |         |         |              |              |              |              |              |              |        |        |        |        |        |        |    |
| Totale        | Totale        | -     |         |         |         |         |         |         |              |              |              |              |              |              |        |        |        |        |        |        |    |

### Andamento in campionato

#### Prima fase
| Giornata  | 1 | 2 | 3 | 4 | 5 | 6 | 7 | 8 | 9 | 10 | 11 | 12 | 13 | 14 | 15 | 16 | 17 | 18 | 19 | 20 | 21 | 22 | 23 | 24 | 25 | 26 | 27 | 28 | 29 | 30 |
| --------- | - | - | - | - | - | - | - | - | - | -- | -- | -- | -- | -- | -- | -- | -- | -- | -- | -- | -- | -- | -- | -- | -- | -- | -- | -- | -- | -- |
| Luogo     | T | C | T | C | T | C | T | C | T | C  | T  | C  | T  | C  | T  | C  | T  | C  | T  | C  | T  | C  | T  | C  | T  | C  | T  | C  | T  | C  |
| Risultato | V | N | V | V | N | N |   |   |   |    |    |    |    |    |    |    |    |    |    |    |    |    |    |    |    |    |    |    |    |    |
| Posizione | 1 | 1 | 1 | 1 | 2 | 2 |   |   |   |    |    |    |    |    |    |    |    |    |    |    |    |    |    |    |    |    |    |    |    |    |

Legenda:

Luogo: C = Casa; T = Trasferta. Risultato: V = Vittoria; N = Pareggio; P = Sconfitta.

### Statistiche dei giocatori
Sono in corsivo i calciatori che hanno lasciato la società a stagione in corso.
Statistiche aggiornate al 4 agosto 2025 (Liga I esclusa).
| Giocatore      | Liga I   | Liga I | Liga I      | Liga I     | Cupa României | Cupa României | Cupa României | Cupa României | Totale   | Totale | Totale      | Totale     |
| Giocatore      | Presenze | Reti   | Ammonizioni | Espulsioni | Presenze      | Reti          | Ammonizioni   | Espulsioni    | Presenze | Reti   | Ammonizioni | Espulsioni |
| -------------- | -------- | ------ | ----------- | ---------- | ------------- | ------------- | ------------- | ------------- | -------- | ------ | ----------- | ---------- |
| M. Aioani      | 0        | 0      | 0           | 0          | 0             | 0             | 0             | 0             | 0        | 0      | 0           | 0          |
| A. Baroan      | 0        | 0      | 0           | 0          | 0             | 0             | 0             | 0             | 0        | 0      | 0           | 0          |
| R. Bădescu     | 0        | 0      | 0           | 0          | 0             | 0             | 0             | 0             | 0        | 0      | 0           | 0          |
| F. Blažek      | 0        | 0      | 0           | 0          | 0             | 0             | 0             | 0             | 0        | 0      | 0           | 0          |
| A. Borza       | 0        | 0      | 0           | 0          | 0             | 0             | 0             | 0             | 0        | 0      | 0           | 0          |
| C. Braun       | 0        | 0      | 0           | 0          | 0             | 0             | 0             | 0             | 0        | 0      | 0           | 0          |
| A. Briciu      | 0        | 0      | 0           | 0          | 0             | 0             | 0             | 0             | 0        | 0      | 0           | 0          |
| B. Burmaz      | 0        | 0      | 0           | 0          | 0             | 0             | 0             | 0             | 0        | 0      | 0           | 0          |
| T. Christensen | 0        | 0      | 0           | 0          | 0             | 0             | 0             | 0             | 0        | 0      | 0           | 0          |
| D. Ciobotariu  | 0        | 0      | 0           | 0          | 0             | 0             | 0             | 0             | 0        | 0      | 0           | 0          |
| A. Dobre       | 0        | 0      | 0           | 0          | 0             | 0             | 0             | 0             | 0        | 0      | 0           | 0          |
| O. El Sawy     | 0        | 0      | 0           | 0          | 0             | 0             | 0             | 0             | 0        | 0      | 0           | 0          |
| G. Gheorghe    | 0        | 0      | 0           | 0          | 0             | 0             | 0             | 0             | 0        | 0      | 0           | 0          |
| C. Grameni     | 0        | 0      | 0           | 0          | 0             | 0             | 0             | 0             | 0        | 0      | 0           | 0          |
| L. Gojković    | 0        | 0      | 0           | 0          | 0             | 0             | 0             | 0             | 0        | 0      | 0           | 0          |
| D. Hazrollaj   | 0        | 0      | 0           | 0          | 0             | 0             | 0             | 0             | 0        | 0      | 0           | 0          |
| J. Hromada     | 0        | 0      | 0           | 0          | 0             | 0             | 0             | 0             | 0        | 0      | 0           | 0          |
| C. Ignat       | 0        | 0      | 0           | 0          | 0             | 0             | 0             | 0             | 0        | 0      | 0           | 0          |
| T. Jambor      | 0        | 0      | 0           | 0          | 0             | 0             | 0             | 0             | 0        | 0      | 0           | 0          |
| K. Keïta       | 0        | 0      | 0           | 0          | 0             | 0             | 0             | 0             | 0        | 0      | 0           | 0          |
| E. Koljić      | 0        | 0      | 0           | 0          | 0             | 0             | 0             | 0             | 0        | 0      | 0           | 0          |
| L. Kramer      | 0        | 0      | 0           | 0          | 0             | 0             | 0             | 0             | 0        | 0      | 0           | 0          |
| C. Manea       | 0        | 0      | 0           | 0          | 0             | 0             | 0             | 0             | 0        | 0      | 0           | 0          |
| D. Mendes      | 0        | 0      | 0           | 0          | 0             | 0             | 0             | 0             | 0        | 0      | 0           | 0          |
| C. Micovschi   | 0        | 0      | 0           | 0          | 0             | 0             | 0             | 0             | 0        | 0      | 0           | 0          |
| R. Onea        | 0        | 0      | 0           | 0          | 0             | 0             | 0             | 0             | 0        | 0      | 0           | 0          |
| A. Pașcanu     | 0        | 0      | 0           | 0          | 0             | 0             | 0             | 0             | 0        | 0      | 0           | 0          |
| C. Petrila     | 0        | 0      | 0           | 0          | 0             | 0             | 0             | 0             | 0        | 0      | 0           | 0          |
| R. Pop         | 0        | 0      | 0           | 0          | 0             | 0             | 0             | 0             | 0        | 0      | 0           | 0          |
| R. Stanciu     | 0        | 0      | 0           | 0          | 0             | 0             | 0             | 0             | 0        | 0      | 0           | 0          |
| F. Stolz       | 0        | 0      | 0           | 0          | 0             | 0             | 0             | 0             | 0        | 0      | 0           | 0          |
| C. Vulturar    | 0        | 0      | 0           | 0          | 0             | 0             | 0             | 0             | 0        | 0      | 0           | 0          |